# 尼西亞信經

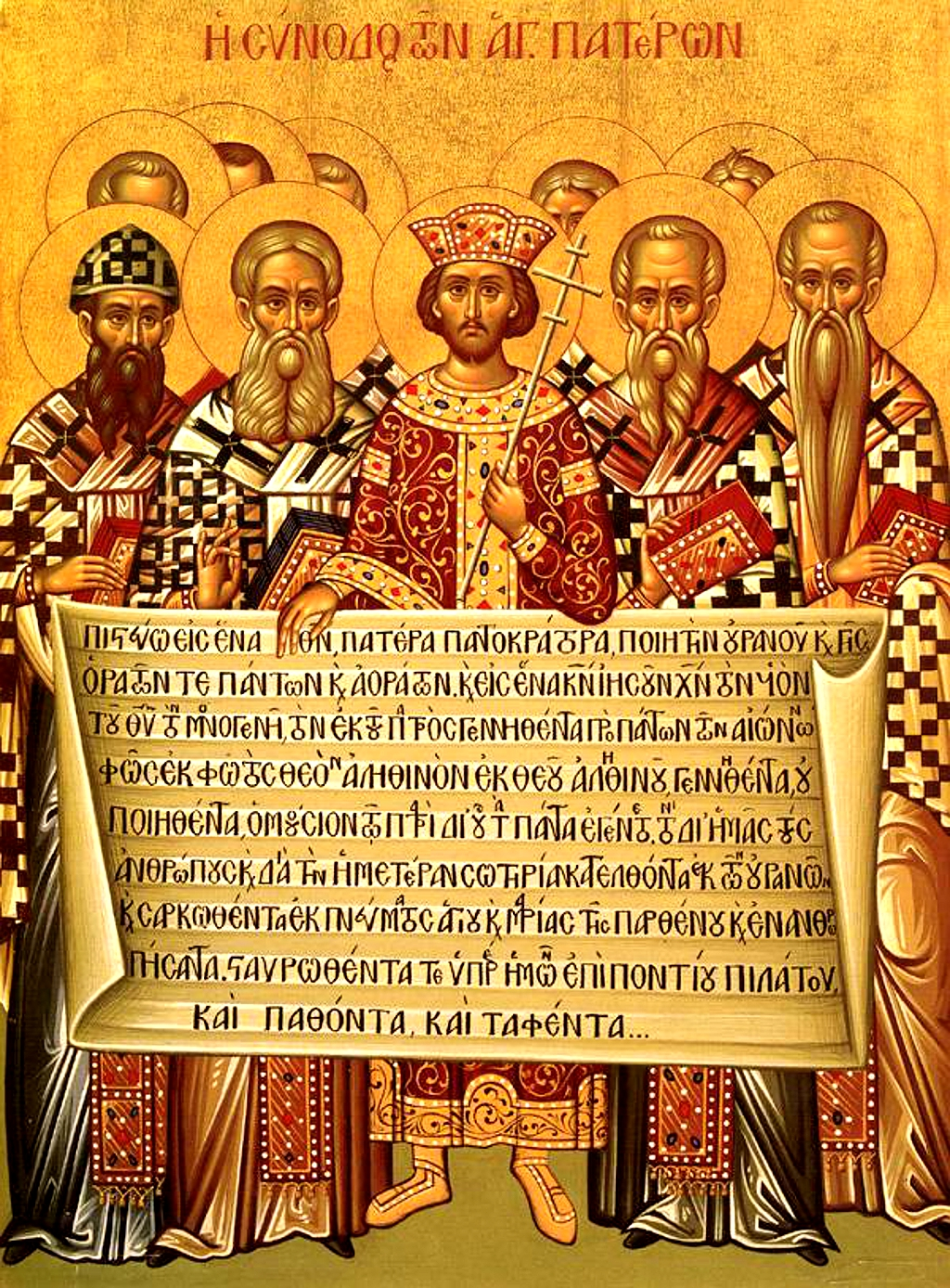
描绘第一次尼西亞公會議众教会父老和簇擁中間的君士坦丁大帝手持信經的圣像作品

《尼西亞─君士坦丁堡信經》（拉丁語：Symbolum Nicaenum），又稱尼吉亞信經、奈西亞信經，是西方基督教三大信經之一、東方基督教唯一的信經（信仰之标志），也是基督教最古老的祈禱文之一。《尼西亚信经》是第一和第二次大公會議关于基督教信仰的一項基本議決，主張圣子和聖靈出於真神而為真神，受生和發出而非受造；确定了神乃三位一體的理论，正所谓「聖父、聖子和圣灵，三位的神本质为一而并无分裂」（希臘語：Πατέρα, Υἱὸν καὶ Ἅγιον Πνεῦμα, Τριάδα ὁμοούσιον καὶ ἀχώριστον）。接受並且信奉此信經的有天主教會、東正教會、东方正统教会以及其他新教主要教派（包括浸信会，长老会，神召会，弟兄会，福音派，改革宗，圣公会和信义宗等）。
此信經的完整名稱，“尼西亞─君士坦丁堡信經”，得名於公元325年的第一次尼西亞公會議和公元381年的第一次君士坦丁堡公會議。尼西亞會議時完成了尼西亞信經关于圣子是神而非受造物、基督復活的生命和救恩以及基本的三位一體的七個部分；公元381年的第一次君士坦丁堡公會議對此信經內容做了修訂並獲得一致通過，完成了关于圣灵是神而非受造物、教會、洗禮、復活、復活後的生命的其餘五個部分，共十二個部分。這之後為了平息其他異端又有許多信經制訂出來，但是381年的會議卻是最後一次大公教会和正教会一致接受所制訂的信經。
尼西亞信經在六世紀時由拉丁派增加了部分字句 (見和子說) ，進而引發了激烈辯論，是東西教會矛盾的一部分。至今，西方教会與東方教會仍在信經內容上存有歧異。

## 汉译版本

### 尼西亚公会议（325 AD）版
我们信仰一位神，全能的父，一切有形和无形之物的创造者。
以及一位主耶稣基督，神的儿子，由父所獨生，即，出自父的本质，出自神的神，出自光的光，出自真神的真神，受生而非受造，与父同一本質，天上和地上的万物由他被创造；为我们众人和我们的救赎降临，並进入肉身，並成为人，受难，并在第三日站了起来，升天，将来临，审判活人和死人。
以及圣灵。

### 君士坦丁堡公会议（381 AD）版
我们信仰一位神，全能的父，天和地，及一切有形和无形之物的创造者。
以及一位主耶稣基督，神獨生的儿子，在万世以先由父所生，出自光的光，出自真神的真神，受生而非受造，与父同一本質，万物由他被创造；为我们众人和我们的救赎自天上降临，並由圣灵和童贞女玛丽亚进入肉身，並成为人；为我们在本丢·彼拉多手下被钉十字架，並受难，并被埋葬，并据经文在第三日站了起来，並升天，并坐在父的右边，并将在荣耀中再次来臨，审判活人和死人，他的国度没有尽头。
以及圣灵，主，赐予生命者，出自于父，與父和子同受敬拜和荣耀，由众先知说话。
我们信仰一个神圣、完全、被差遣的教会。
我们认同一个赦罪的洗礼。
我们向往死人的复活，和来世的生命。
阿门。

### 天主教版
我信唯一的天主，全能的聖父，天地萬物，無論有形無形，都是祂所創造的。
我信唯一的主、耶穌基督、天主的獨生子。祂在萬世之前，由聖父所生。祂是出自天主的天主，出自光明的光明，出自真天主的真天主。祂是聖父所生，而非聖父所造，與聖父同性同體，萬物是藉著祂而造成的。祂為了我們人類，並為了我們的得救，從天降下。祂因聖神由童貞瑪利亞取得肉軀，而成為人。祂在般雀比拉多執政時，為我們被釘在十字架上，受難而被埋葬。祂正如聖經所載，第三日復活了。祂升了天，坐在聖父的右邊。祂還要光榮地降來，審判生者死者，祂的神國萬世無疆。
我信聖神，祂是主及賦予生命者，由聖父聖子所共發。祂和聖父聖子，同受欽崇，同享光榮，祂曾藉先知們發言。
我信唯一、至聖、至公、從宗徒傳下來的教會。
我承認赦罪的聖洗，只有一個。
我期待死人的復活，及來世的生命。
阿們/亞孟。

### 聖公會版
1959，香港圣公会《黑皮公禱書》
我等信獨一之上帝，即全能之聖父，創造天地，及一切有形無形之萬物之主。
我等信獨一之主耶穌基督，上帝獨生之聖子，是聖父在萬世之先所生，是從神所出之神，從光所出之光，從真神所出之真神，是生非造，是與聖父同體，萬物皆藉聖子而造；聖子為要拯救我等世人，從天降臨，為聖靈感動之童貞女馬利亞所生，成為人身，在本丟彼拉多手下，為我等釘十字架，被害而葬，照聖經之言，第三日復活，升天，坐在聖父之右；將來復必有榮耀而降臨，審判生人死人，其國無窮無盡。
我等信聖靈即是主，是賜生命者，是從聖父、聖子所出，與聖父、聖子，同是當拜，當稱頌者，眾先知說預言，皆是被聖靈感動；
我等信使徒所立獨一聖而公之教會；
我等信因為赦罪設立之獨一洗禮；
我等望死後復活，又望來世之永生。
阿們。
2000，香港圣公会《聖餐崇拜禮文第二式》
我們信獨一上帝，全能的聖父，創造天地，並一切有形無形萬物的主。
我們信獨一的主，耶穌基督，上帝的獨生子，在萬世以前為聖父所生，從上帝所出的上帝，從光所出的光，從真上帝所出的真上帝，是生、非造、與聖父同體。萬物都是藉著他受造。他為要拯救我們世人，從天降臨。因聖靈的大能，為童貞女馬利亞所生，成為人身，在本丟彼拉多手下，為我們釘在十字架上，被害，受死，埋葬。應驗了聖經的話，第三天復活，升天，坐在聖父的右邊。將來必在榮耀中再臨，審判活人死人他的國永無窮盡。
我們信聖靈，是主、是賜生命者，從聖父、聖子所出，與聖父、聖子，同受敬拜，同享尊榮。昔日藉眾先知傳話。
我們信使徒所傳唯一聖而公之教會。
我們承認為赦罪而設的獨一洗禮。
我們盼望死人的復活，並來世的永生。
阿們。
2010，台灣圣公会《公禱書》
我們信獨一上帝，全能的聖父，是創造天地，並一切有形無形萬物的主。
我們信獨一主，耶穌基督，上帝的獨生子，在萬世以前為父所生，從上帝所出的上帝，從光所出的光，從真上帝所出的真上帝，是生，非造，與聖父同體。萬物都是藉著祂受造。為要拯救我們世人，從天降臨，因聖靈的大能，為童貞女馬利亞所生，成為世人。在本丟彼拉多手下為我們釘在十字架上；被害、受死、埋葬。應驗了聖經的話，第三天復活；升天，坐在聖父的右邊。將來必駕威榮再臨審判活人死人，祂的國永無窮盡。
我們信聖靈，是主，是賜生命者，從聖父、聖子出來。和聖父、聖子同受敬拜，同享尊榮。往日藉著眾先知傳話。
我們信使徒所傳唯一聖而公之教會。
我們承認為赦罪設立的獨一洗禮。
我們盼望死人的復活，並來世的永生。
阿們。

### 正教会版
1860，固鿠乙，《東教宗鑑》
我信惟一全能天主聖父，造成天地，及諸有形無形之物。
又信惟一主伊伊蘇斯合利爾托斯，為天主之獨一子，從無始生於父，由光者光，由真天主者真天主，受生而非受造，與父一體，萬物由彼而受造。
彼為我等人，又為救我等，自天而來，因聖神降孕，生於童女瑪利爾亞而為人。
又為我等被釘十字架，當彭提乙批拉特居官時受難，死而乃瘞，及第三日復活，符於經典，升天坐於聖父之右，赫顯威嚴而還來，審判生死者，彼國無終。
我信聖神，施生之主，發於聖父，偕父及子惟一欽崇，藉先知者之口而嘗諭。
我信惟一聖而公宗徒之教會。
我認惟一聖洗之禮以獲罪赦。
我望已亡者俱復活，並來世之常生。
阿民。
2003，中国正教会
我信唯一的上帝，全能的父，天地及一切有形无形万物的创造者。
我信唯一的主耶稣基督，上帝的独生子，在万世之前，由父所生，出自光明的光明，出自真上帝的真上帝，受生而非被造，与父同性同体，万物藉他而造成。祂为了我们人类，並为了我们的得救，从天降下，由圣灵和童贞玛利亚取得肉躯，而成为人。祂为了我们，在般雀比拉多手下，被钉十字架，受难而被埋葬。依圣经所言，在第三日他复活了，祂升了天，坐在父的右边。祂将在荣耀中再来，审判生者死者，祂的国度万世无终。
我信圣灵，主，生命的赋予者，自父而发，祂和父及子同受敬拜同享荣耀，祂曾籍先知们发言。
我信唯一、神圣、大公、传自宗徒的教会。
我确认赦罪的圣洗，只有一个。
我期待死者的复活，及来世的生命。
阿们。

### 普天頌讚版
我信獨一上帝，全能的父，創造天地的，並造有形無形的萬物的主。
我信獨一主耶穌基督，上帝的獨生子，在萬世之前，為父所生，從上帝出來的上帝，從光出來的光，從真上帝出來的真上帝，受生的，不是被造的，與父一體的；萬物都是藉著主受造的。
主為要拯救我們世人，從天降臨，由聖靈感孕童貞女馬利亞所生，取著肉身，並成為人，在本丟彼拉多手下，為我們釘十字架；被害，埋葬；照聖經第三日復活，升天，坐在父的右邊；將來必有大榮耀，再降臨，審判活人死人。他的國無窮無盡。
我信聖靈，為主，並賜生命的根源，從父子出來的，與父子同受敬拜，同受尊榮，曾藉著先知傳言。
我信唯一聖而公之教會，眾使徒所傳者。
我認為赦罪設立的獨一洗禮。
我指望死人復活，並來世的生命。
阿們。

## 外部連結
- 清教會版本尼西亞信經與簡介
- 【專頁】基督徒聚會 試用尼西亞信經合一中譯本 | 公教報：天主教香港教區週報 （页面存档备份，存于）

| 天主教會彌撒的额我略圣歌 | 天主教會彌撒的额我略圣歌                                                                             |
| ------------------------ | --- |
| 常用經文                 | 垂憐經 \| 光榮頌 \| 信經 \| 聖三頌（包涵迎主曲） \| 羔羊頌 \| 遣散禮                                 |
| 專用經文                 | 進堂詠 \| 集禱經 \| 書信 \| 福音前歡呼 \| 福音 \| 繼抒詠 \| 奉獻詠 \| 頌謝詞 \| 領主詠 \| 領聖體後經 |
| 特殊形式羅馬禮           | 升階經                                                                                               |